# Julius Bachmann

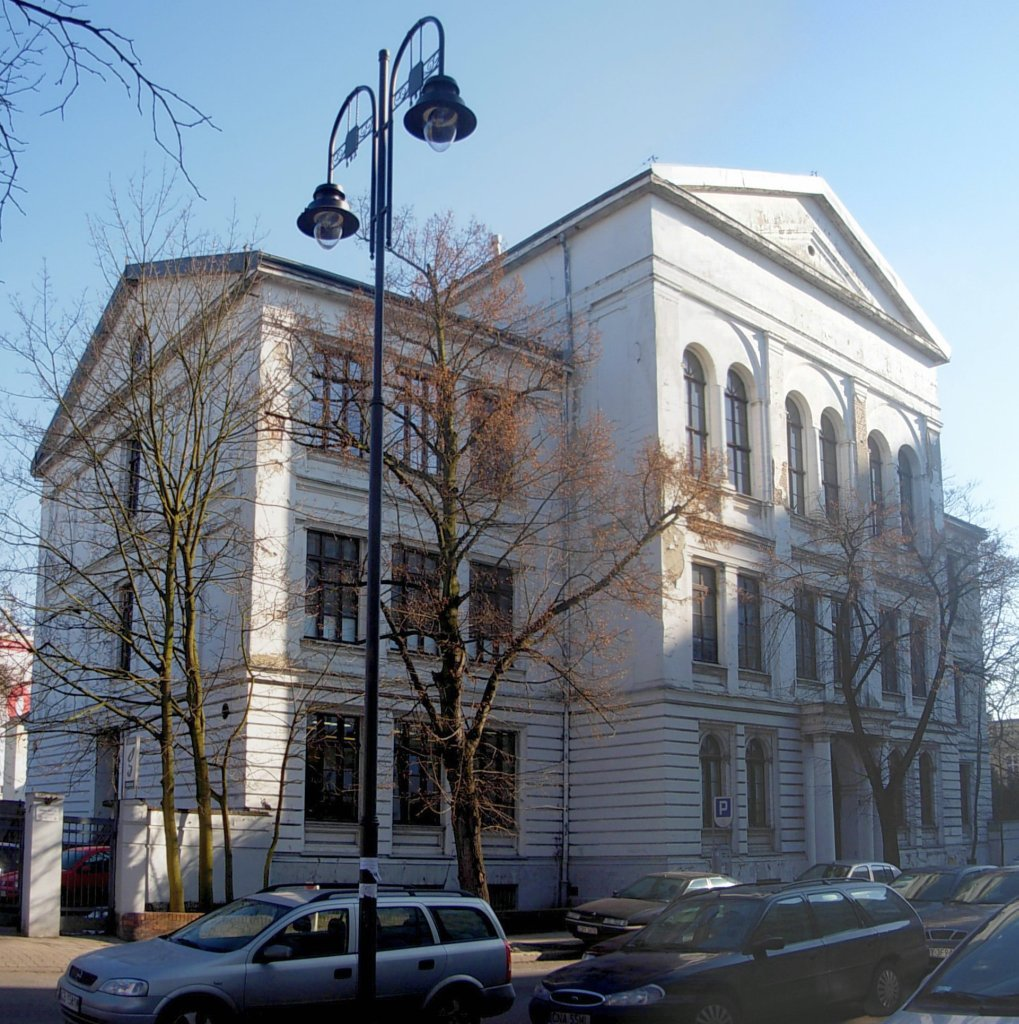
Budynek Szkoły Obywatelskiej dla Dziewcząt przy ul. Konarskiego w Bydgoszczy, wzniesiony za kadencji Juliusa Bachmanna

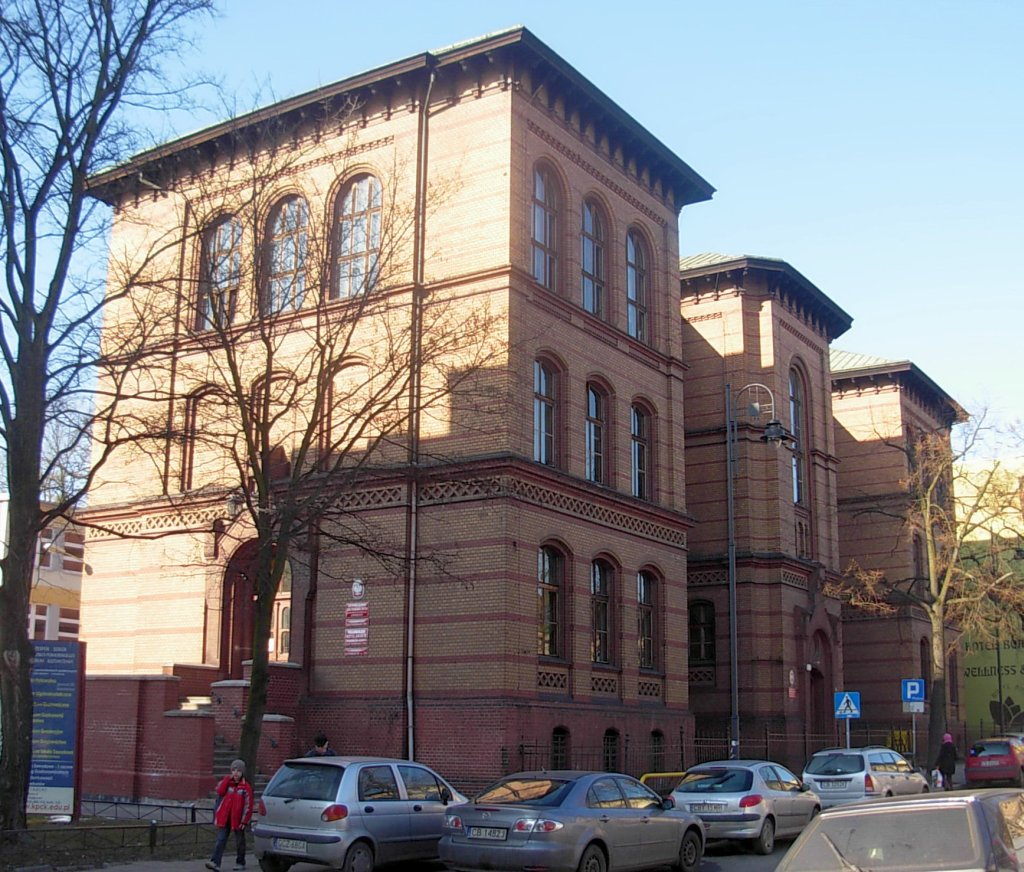
Budynek Wyższej Szkoły dla Dziewcząt, również przy ul. Konarskiego, wzniesiony za kadencji Juliusa Bachmanna

Julius Maximilian Peter Bachmann (ur. 29 maja 1844 w Chełmnie, zm. 3 maja 1924 w Osnabrück) – nadburmistrz Bydgoszczy (1878–1890).

## Życiorys
Urodził się 29 maja 1844 r. w Chełmnie. Był synem miejscowego chirurga zatrudnionego w chełmińskiej szkole kadetów. W Chełmnie uczęszczał do miejscowego gimnazjum, a po jego ukończeniu odbył studia prawnicze na uniwersytetach w Berlinie i Heidelbergu. W latach 1865–1867 odbył praktykę zawodową w sądach powiatowych w Berlinie i Chełmnie. Jako referendariusz pracował w Sądzie Apelacyjnym w Kwidzynie, a od 1869 r. we Wrocławiu.
Po zdaniu w 1870 r. egzaminu asesorskiego pracował w sądach powiatowych w Świeciu, Lubawie, Suszu (1871) oraz Toruniu.

### Nadburmistrz Bydgoszczy
W 1878 r. zgłosił swą kandydaturę na burmistrza Bydgoszczy. W wyborach, które miały miejsce 5 czerwca 1878 r. uzyskał 24 spośród 32 głosów oddanych przez członków Rady Miejskiej. Zatwierdzenie wyboru nastąpiło 9 września 1878 r., a formalnego wprowadzenia na urząd 7 listopada tego roku dokonał prezydent Regencji w Bydgoszczy, Anton von Wegnern. Julius Bachmann został burmistrzem Bydgoszczy mając zaledwie 34 lata.
Jego działalność jako burmistrza związana była z intensywnym rozwojem gospodarczym miasta, jaki nastąpił w II połowie XIX wieku. Patronował uprzemysłowieniu miasta, czego wyrazem był rozwój zakładów rzemieślniczych, które z biegiem czasu przekształciły się w fabryki i przedsiębiorstwa. Zyskały one znaczenie gospodarcze także poza granicami Prowincji Poznańskiej. W kręgu jego zainteresowań znalazło się również szkolnictwo. Z inicjatywy Bachmanna przeniesiono średnią szkołę dla dziewcząt z dotychczasowej siedziby w budynku poklasztornym karmelitów do nowego gmachu przy ul. Konarskiego.
Jego działalność zmierzająca do podniesienia rangi gospodarczej miasta znalazła uznanie władz państwowych. 13 września 1882 r. nadano Bachmannowi tytuł nadburmistrza Bydgoszczy, co było również związane z jego działalnością w Reichstagu. Trybunę parlamentarną wykorzystywał do prezentacji interesów miasta. Uwagę swoją koncentrował na propagowaniu idei rozbudowy sieci kolejowej, upatrując w tym warunek dalszego pomyślnego rozwoju Bydgoszczy pełniącej rolę ważnego węzła komunikacyjnego i ośrodka handlu. Jego obawy budziła dotychczasowa budowa linii kolejowych Piła-Tczew i Poznań-Toruń-Wystruć, omijających Bydgoszcz. Niezbędna stała się podjęta wówczas budowa lokalnych linii kolejowych do Chełmży i Żnina. Linię do Koronowa otwartą w 1895 r. obsługiwała kolejka powiatowa.
W opinii współczesnych Bachmann uchodził za kompetentnego, energicznego i odpowiedzialnego urzędnika. Dobrał kadrę urzędniczą w magistracie, która przez wiele następnych lat pełniła swoje funkcje, ciesząc się uznaniem i autorytetem wśród mieszkańców Bydgoszczy. Był człowiekiem o umiarkowanych poglądach politycznych, zbliżonych do programu Partii Narodowo-Liberalnej.
Mimo sukcesów i spektakularnego rozwoju miasta, który w części stał się udziałem Bachmanna, wyraźnie przegrał (uzyskał tylko 6 głosów 33-osobowym kolegium) kolejne wybory na burmistrza miasta Bydgoszczy w 1890 r.

### Praca w regencji w Osnabrück
Po opuszczeniu Bydgoszczy został zatrudniony jako radca regencyjny na stanowisku justycjariusza w Regencji w Osnabrück. Zajmował się tam zagadnieniami melioracji, budowy kanałów, rozbudową sieci kolejowej, działalnością kas oszczędności oraz nadzorem nad zakładami karnymi.
W 1908 r. został awansowany na stopień tajnego radcy regencyjnego. W tym samym roku został udekorowany Krzyżem Komandorskim Orderu Oranje-Nassau, który przyznała mu królowa Holandii w uznaniu zasług w opracowaniu traktatu o regulacji zasad użytkowania wód granicznych. W 1911 r. otrzymał także Order Domu Wielkiego Księcia Oldenburga.
Mimo zamiaru przejścia w 1915 r. (50-lecie jego pracy zawodowej) na emeryturę, wobec wybuchu I wojny światowej i mobilizacji części młodszych urzędników, pozostał na urzędzie do 1919 r. Zmarł 3 maja 1924 r. w Osnabrück. Był kawalerem Orderu Czerwonego Orła IV klasy. Był żonaty z von Kalinowską. Miał dwóch synów i córkę.
Jego imieniem nazwano jedną z ulic miasta w Śródmieściu Bydgoszczy, której nazwę zmieniono po 1920 r. na ul. Libelta.